# Guy Martin (Rennfahrer)

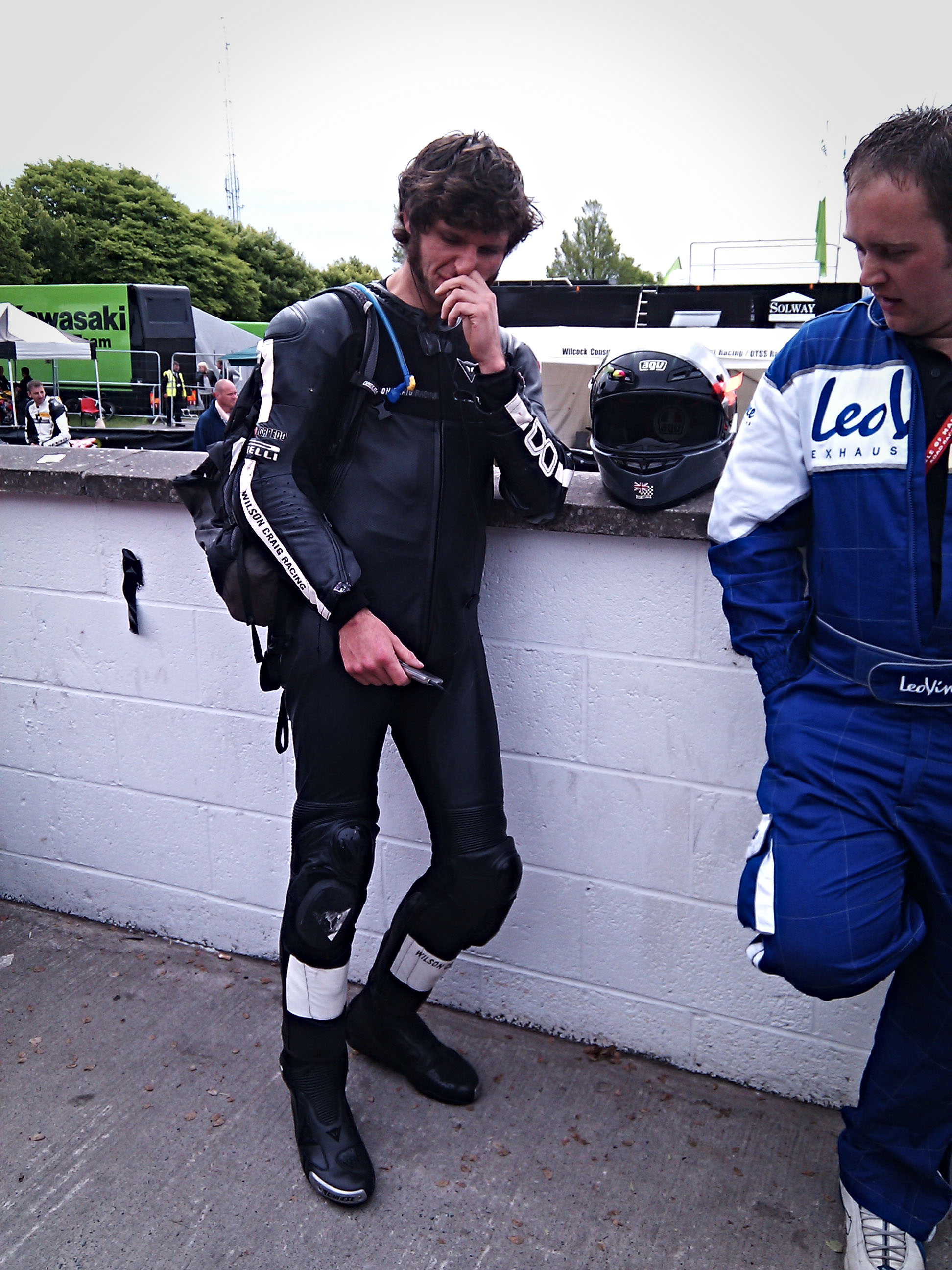
Martin 2010

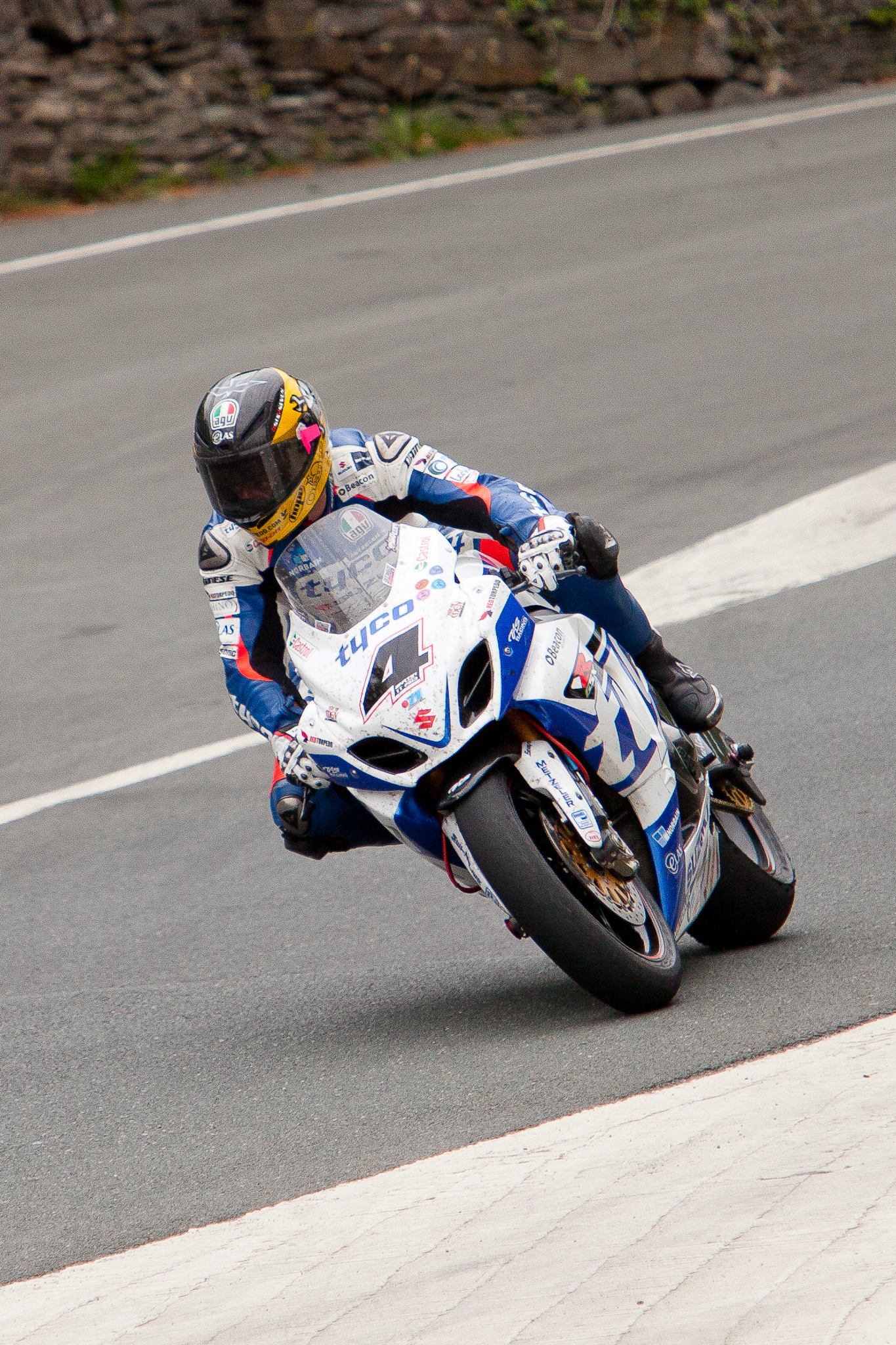
Martin 2013 auf Suzuki GSX-R 1000

Guy Martin (* 4. November 1981 in Kirmington, North Lincolnshire) ist ein britischer Motorradrennfahrer und Fernsehmoderator. Guy Martin fährt hauptsächlich Straßenrennen.

## Karriere
Vorbild als Rennfahrer war für Guy Martin sein Vater Ian, der in den 1970er-Jahren als Amateur Rennen fuhr.
Nach einem großen Erfolg in seinem Debüt-Jahr, in dem Guy Martin die Cock o’the North Trophy und das internationale Gold-Cup-Rennen am Oliver’s Mount gewann, wechselte er 2004 in das Uel Duvan Racing Team. Das Jahr 2004 war ein weiteres erfolgreiches Jahr für ihn. Er gewann erneut das Gold-Cup-Rennen und erreichte in seinem ersten Rennen bei der Isle of Man TT in der Senior-Klasse den siebten Platz. Seine schnellste Runde hatte eine durchschnittliche Geschwindigkeit von 122,10 mph (196,5 km/h).
In der Saison 2005 konnte Martin als einziger Fahrer alle fünf Rennen der Isle of Man TT unter den besten sechs beenden. Er erreichte neben seinem ersten Podiumsplatz bei der TT außerdem einen vierten, zwei fünfte und einen sechsten Platz. Seine durchschnittliche Geschwindigkeit konnte er auf 126 mph (203 km/h) erhöhen. Neben der Isle of Man TT nahm Martin zum dritten Mal an dem internationalen Gold Cup teil. 
Gegen Ende seiner Karriere, nachdem er sowohl auf Yamaha, Honda als auch Suzuki angetreten war, fuhr er BMW bei den 1000ern und Triumph in den niedrigeren Hubraumklassen. 2015 gab Martin bekannt, vom aktiven Rennsport zurückzutreten. Im Januar 2016 verkündete er jedoch, er pausiere nur bei der Tourist Trophy 2016, um ein zur gleichen Zeit stattfindendes Mountainbike-Rennen zu fahren; er habe sich nicht vollständig vom Motorrad-Rennsport zurückgezogen und schließe einen Start in den Folgejahren bei der TT nicht aus. Auch das BMW-Tyco-Team bestätigte, dass Martin jederzeit wieder für das Team starten könne. Im Januar 2017 wurde bekanntgegeben, dass Martin im Werksteam von Honda als weiterer Fahrer neben John McGuinness an der TT 2017 teilnehmen wird. Sein Fahrzeug wird eine Honda CBR1000RR Fireblade SP2 sein. Seit 2017 nimmt er wieder selbst aktiv als Teilnehmer bei Straßenrennen wie der Cookstown 100 teil und fuhr in der TT Zero hinter Bruce Anstey auf den zweiten Platz. Im Senior-Rennen wollte er auf Honda teilnehmen. Das Team sagte den Start jedoch wegen limitierter Trainingseinheiten aufgrund der widrigen Witterungsbedingungen ab. Am 26. Juli 2017 gab er erneut das Ende seiner Karriere bekannt.
Auf dem mit zwei modifizierten Triumph-Rocket-III-Motoren ausgestatteten Triumph Infor Rocket Streamliner erreichte er am 8. August 2016 auf den Bonneville Salt Flats eine Geschwindigkeit von 441 km/h und machte die Maschine damit zur schnellsten je gebauten Triumph.

### Rennsiege
| Jahr | Klasse              | Maschine | Rennen            | Strecke         |
| ---- | ------------------- | -------- | ----------------- | --------------- |
| 2006 | Supersport Rennen 1 | Yamaha   | Ulster Grand Prix | Dundrod Circuit |
| 2006 | Supersport Rennen 2 | Yamaha   | Ulster Grand Prix | Dundrod Circuit |
| 2006 | UGP Rennen 1        | Yamaha   | Ulster Grand Prix | Dundrod Circuit |
| 2006 | UGP Rennen 2        | Yamaha   | Ulster Grand Prix | Dundrod Circuit |
| 2007 | Supersport Rennen 1 | Yamaha   | Ulster Grand Prix | Dundrod Circuit |
| 2009 | UGP Rennen 2        | Honda    | Ulster Grand Prix | Dundrod Circuit |
| 2011 | Superbike Rennen 2  | Suzuki   | Ulster Grand Prix | Dundrod Circuit |
| 2012 | Superbike Rennen 1  | Suzuki   | Ulster Grand Prix | Dundrod Circuit |
| 2013 | Supersport Rennen 1 | Suzuki   | Ulster Grand Prix | Dundrod Circuit |
| 2013 | Superbike Rennen 1  | Suzuki   | Ulster Grand Prix | Dundrod Circuit |
| 2013 | Superbike Rennen 2  | Suzuki   | Ulster Grand Prix | Dundrod Circuit |

## Film- und Fernsehauftritte
Außerhalb der Rennstrecke ist Martin als Moderator von britischen TV-Serien in Erscheinung getreten. TT3D: Hart am Limit (Originaltitel: TT3D: Closer to the Edge) von Richard de Aragues war ein Dokumentarfilm über die Isle-of-Man-TT Rennen. Im Film wurden die Rennfahrer Guy Martin und Ian Hutchinson während der Saison 2010 begleitet. Vermutlich machte Martin durch sein zum Teil exzentrisches Verhalten TV-Produzenten auf sich aufmerksam.
2011 produzierte die BBC in der Reihe History Magazine Dokuserie The Boat That Guy Built, in der Martin ein altes Narrowboat mit Techniken aus der Zeit der Industriellen Revolution restauriert.
Ein Jahr später folgte eine ähnliche Dokuserie mit dem Titel How Britain Worked auf Channel 4, die die Arbeitsbedingungen der Industriellen Revolution beleuchtete. Zu der Serie gab es ein Begleitbuch, erschienen bei Random House.
Ab 2013 folgten weitere Serien, ebenfalls bei Channel 4. In den insgesamt 16 Episoden von Speed with Guy Martin war das Ziel mehrere Geschwindigkeitsrekorde zu brechen. Die Dokumentation Guy Martin's Spitfire begleitete ihn während der zweijährigen Restaurierung einer Spitfire. Im Zweiteiler Our Guy In India ging es um eine Rundreise von Martin auf einem Motorrad durch Indien und die fünfteilige Serie Guy Martin's Passion For Life befasste sich mit dem Rennfahrer Martin und der Leidenschaft rund um diesen Sport.